# Christos Rafalides
Christos Rafalides (grško Χρήστος Ραφαηλίδης), grški jazz vibrafonist, skladatelj in pedagog, * 9. april 1972, Kozani, Grčija.
Od svoje selitve v New York je sodeloval z glasbeniki, kot so Randy Brecker, Victor Lewis, Chaka Khan, Joe Locke, Antonio Sánchez, Steve Hass, Donny McCaslin, Ronnie Cuber, Ravi Coltrane, Christian McBride, Wynton Marsalis, Mike Stern, in Ron Affif. Po svetu je koncertiral tako vodja kot gost. Med njegove pomembnejše koncerte sodijo koncerti z zasedbo Lincoln Center Jazz Orchestra in Wyntonom Marsalisom, tureja z zasedbo Charlesa Mingusa, Epitaph Band, kjer sta sodelovala tudi basist Christian McBride in dirigent Gunther Chuller, snemanje z zasedbo The Harmony Ensemble of NY Mancinijevega Petra Gunna, turneja po Indiji in Kitajski z Dariem Boentom, ...
Je vodja zasedbe Manhattan Vibes, s katero nastopa v številnih newyorških lokalih, vključno s klubi Blue Note Jazz Club, 55 Bar, Jazz Standard, Smoke Jazz Club in Dizzy's Club Coca-Cola. Živi v New Yorku.

## Življenjepis
Rafalides se je pričel z glasbo ukvarjati že zgodaj, pod vplivom starejšega brata, ki je igral klavir. Ko je bil star 14 let je pričel s šolanjem klasičnih tolkal, do svojega 20. leta pa je že sodeloval z različnimi grškimi orkestri. Želel si je, da bi služboval kot klasični tolkalec, dokler nekega večera ni slišal pianista Georga Cablesa v zasedbi Billyja Cobhama. Kasneje je Rafalides priznal, da je bil to trenutek, ko je zaželel postati jazz glasbenik.
V začetku 90. let 20. stoletja je Rafalides prejel štipendijo za Berklee College of Music in se preselil v Boston, kjer je diplomiral pri profesorju Edu Saindonu. Potem se je preselil v New York, da bi magistriral pri priznanem jazz vibrafonistu Joeju Locku na Manhattan School of Music. V tem času je Rafalides pričel nastopati na newyorški jazz sceni, skupaj z glasbeniki, kot so Ravi Coltrane, Antonio Sánchez, Donny McCaslin, Hector Martignon in Ron Affif.
V začetku 21. stoletja je Rafalides pričel s ponavljajočim projektom skupine ManhattanVibes. Skupina je skušala združiti latinsko glasbo in glasbo dežel, od kjer so prihajali člani skupine. Leta 2002 je skupina izdala zgoščenko ManhattanVibes, na snemanju katere so sodelovali tudi z grammyjem nagrajen John Benitez na basu, Steve Hass na bobnih in Randy Brecker na trobenti. Revija JazzTimes je zgoščenko opisala kot eno izmed desetih najboljših jazzovskih posnetkov leta 2002.
Do leta 2005 je Rafalides začel skupni projekt s svojim nekdanjim mentorjem, Joejem Lockom, rezultat katerega je bil album Van Gogh by Numbers. Album je v živo debitiral pred občinstvom leta 2005 na konvenciji PASIC v mestu Columbus, Ohio.
Leta 2007 je Rafalides izdal album Dark Sand v duetu z ameriškim pianistom Sergiom Salvatorejem. Duet je izvedel album v Carnegie Hallu, Lincoln Centru in v številnih ameriških in evropskih mestih. Rafalides je bil prav tako povabljen, da je izvedel serijo koncertov s skupino Charlesa Mingusa 'Epitaph', v kateri sta sodelovala tudi dirigent Gunther Schuller in basist Christian McBride. Istega leta je nastopil tudi s trobentačem Wyntonom Marsalisom in zasedbo Jazz at Lincoln Center Orchestra v Lincoln Centru.
Leta 2008 je Rafalides pričel projekt z znanim grškim skladateljem Mimisom Plessasom, sad katerega sta bila dva albuma Plessasove glasbe. Pri albumu ‘Ηχώ/Echo je sodelovala vokalistka Evi Siamanda, album We Two pa sta v duetu posnela Plessas na klavirju in Rafalides na vibrafonu.
Leta 2014 je Rafalides skupaj z grškim basistom Petrosom Klampanisom izdal album Point Two. Album kombinira množico njunih vplivov, med temi glasbo Srednjega vzhoda, grško glasbo in latinsko glasbo.
Istega leta je Rafalides sodeloval z zasedbo Chronos Ensemble, kjer je sodeloval tudi z grško kantavtorico Dimitro Galani. Skupina je izdala album Chronos Project. Istega leta je Rafalides sodeloval na snemalnem projektu z naslovom Peter Gunn – (The Music Of Henry Mancini) z zasedbo Harmony Ensemble of NY, kjer so sodelovali glasbeniki, kot so Lew Soloff, Lew Tabackin, Ronnie Cuber in Victor Lewis.
Večkrat je Rafalides kot gost sodeloval na poletnem tolkalskem Zeltsman Marimba Festivalu, ki vsako leto poteka na drugem koncu sveta. Je lastnik umetniške rezidence v 'Glasbeni vasi' v Grčiji. Deuje tudi na Queens Collegeu, kjer ima privatne lekcije.
Je uporabnik znamke Musse in uporablja svoje udarjalke 'Christos Rafalides', ki jih je izdelal Mike Balter. Živi v New Yorku.

## Kritike
- Portal All About Jazz je o Rafalidesu zapisal, da »kuje novo smer vibrafona in marimbe, ki se odmika od Joeja Locka, Billa Wara, Stefona Harrisa in Garyja Burtona.«[32]
- Na portalu Pop Matters so zapisali, da je »Rafalides že razvil slog, ki je prepoznan kot njegov. Nezahteven, vseetični jazz za današnje okuse ...«[33]
- Grški portal Athinorama je zapisal, da ima Rafalides »dolge in bogate izkušnje ob glasbenikih, kot sta Randy Brecker in Ravi Coltrane, vendar je dal svoj pečat tej večplastni in večdimenzionalni newyorški sceni.«[34]

## Izbrana diskografija
- 2002 – Manhattan Vibes – (Khaeon World Music / Khaeon)
- 2005 – Van Gogh by Numbers – z Joejem Lockom (Wire Walker)
- 2008 – Echo - The Music of Mimis Plessas – (Emarel Music)
- 2008 – Dark Sand – (Travelers Road Music)
- 2012 – We Two – Mimis Plessas & Christos Rafalides (Emarel Music)
- 2013 – Blue November – (Emarel Music)
- 2014 – Point Two – (Emarel Music)
- 2017 – Near & Dear – (Emarel Music)

### Z drugimi glasbeniki
Christy Baron
- Steppin’ (Chesky Records, 2000)

George Fakanas
- Domino (Nova-Athina Music, 2006)

Chaka Khan
- Do You Hear What I Hear  (Breaking Records Music, 2006)

Sergio Salvatore
- Dark Sand (Travelers Road Music, 2008)

Michael Moore
- The Soundtrack to Capitalism, A Love Story (2008)

Alkinoos Ioannidis
- Neroponti (Cobalt Music, 2009)

Jovanotti
- Oyeah (Universal Music Italia, 2012)

The Harmony Ensemble of NY
- Henry Mancini: Music for Peter Gunn conducted by Steven Richman (Harmonia Mundi, 2012)

Petros Klampanis
- Point Two (Emarel Music, 2014)

Thana Alexa
- Ode to Heroes (Harmonia Mundi, 2014)

Dimitra Galani
- Chronos Project (theinsound, 2015)

Hector Martignon's Banda Grande
- Big Band Theory (Zoho, 2016)

Mauricio Zottarelli
- Upside Down Looking Up (Independent, 2017)